# Nghiện cờ bạc
Nghiện đánh bạc hay nghiện cờ bạc là một sự thôi thúc để đánh bạc liên tục bất chấp hậu quả tiêu cực có hại hoặc mong muốn dừng lại. Vấn đề đánh bạc thường được xác định bằng việc người đánh bạc hoặc người khác có bị tổn hại hay không, thay vì hành vi của người đánh bạc. Đánh bạc có vấn đề nghiêm trọng có thể được chẩn đoán là cờ bạc bệnh lý lâm sàng nếu con bạc đáp ứng các tiêu chí nhất định. Đánh bạc bệnh lý là một rối loạn phổ biến có liên quan đến cả chi phí xã hội và gia đình.
DSM-5 đã phân loại lại tình trạng này là một rối loạn gây nghiện, với những người mắc bệnh có nhiều điểm tương đồng với những người nghiện chất gây nghiện. Thuật ngữ nghiện cờ bạc từ lâu đã được sử dụng trong phong trào phục hồi.  Đánh bạc bệnh lý từ lâu đã được Hiệp hội Tâm thần Hoa Kỳ coi là một rối loạn kiểm soát xung động hơn là nghiện. Tuy nhiên, dữ liệu cho thấy mối quan hệ chặt chẽ hơn giữa đánh bạc bệnh lý và rối loạn sử dụng chất gây nghiện hơn là tồn tại giữa PG và rối loạn ám ảnh cưỡng chế, phần lớn là do các hành vi trong cờ bạc có vấn đề và hầu hết các rối loạn sử dụng chất gây nghiện chính (ví dụ: những người không xuất phát từ mong muốn "tự điều trị" cho một tình trạng khác như trầm cảm) tìm cách kích hoạt các cơ chế khen thưởng của não trong khi các hành vi đặc trưng cho chứng rối loạn ám ảnh cưỡng chế được nhắc nhở bởi các tín hiệu hoạt động quá mức và đặt sai từ các cơ chế sợ hãi của não.
Nghiện đánh bạc là một hành vi gây nghiện với mức comorbidity ngang với nghiện rượu. Một đặc điểm chung được chia sẻ bởi những người mắc chứng nghiện cờ bạc là sự bốc đồng.

## Dấu hiệu và triệu chứng
Nghiên cứu của chính phủ ở Úc đã dẫn đến một định nghĩa phổ quát cho quốc gia này dường như là định nghĩa dựa trên nghiên cứu duy nhất không sử dụng tiêu chí chẩn đoán: "Nghiện đánh bạc được đặc trưng bởi nhiều khó khăn trong việc hạn chế tiền và/hoặc thời gian dành cho cờ bạc dẫn đến hậu quả bất lợi cho con bạc, những người khác hoặc cho cộng đồng. "  Trung tâm Y tế Đại học Maryland định nghĩa cờ bạc bệnh lý là "không thể chống lại các xung động để đánh bạc, điều này có thể dẫn đến hậu quả cá nhân hoặc xã hội nghiêm trọng".
Hầu hết các định nghĩa khác về đánh bạc có vấn đề thường có thể được đơn giản hóa cho bất kỳ cờ bạc nào gây hại cho con bạc hoặc người khác bằng mọi cách; tuy nhiên, các định nghĩa này thường được kết hợp với các mô tả về loại tác hại hoặc việc sử dụng các tiêu chuẩn chẩn đoán. DSM-V từ đó đã phân loại lại cờ bạc bệnh lý là "rối loạn cờ bạc" và đã liệt kê các rối loạn này dưới các rối loạn liên quan đến chất gây nghiện thay vì các rối loạn kiểm soát xung lực. Điều này là do các triệu chứng của rối loạn giống như một chứng nghiện không giống với lạm dụng chất gây nghiện. | Để được chẩn đoán, một cá nhân phải có ít nhất bốn trong số các triệu chứng sau trong khoảng thời gian 12 tháng:
- Cần đánh bạc với số tiền ngày càng lớn để đạt được sự phấn khích mong muốn
- Là bồn chồn hoặc cáu kỉnh khi cố gắng cắt giảm hoặc ngừng đánh bạc
- Đã nhiều lần nỗ lực không thành công để kiểm soát, cắt giảm hoặc ngừng đánh bạc
- Thường bận tâm với cờ bạc (ví dụ: có những suy nghĩ dai dẳng về việc hồi tưởng lại các trải nghiệm đánh bạc trong quá khứ, khuyết tật hoặc lên kế hoạch cho lần đánh bạc tiếp theo, nghĩ cách để có tiền đánh bạc)
- Thường đánh bạc khi cảm thấy đau khổ (ví dụ, bất lực, tội lỗi, lo lắng, chán nản)
- Sau khi thua tiền đánh bạc, thường trở lại vào một ngày khác để lấy lại vốn ("theo đuổi" cờ bạc để gỡ vốn)
- Nói dối để che giấu mức độ liên quan đến cờ bạc
- Đã gây nguy hiểm hoặc mất một mối quan hệ, công việc, giáo dục hoặc cơ hội nghề nghiệp đáng kể vì cờ bạc
- Dựa vào những người khác để cung cấp tiền để giải tỏa các tình huống tuyệt vọng về tài chính do cờ bạc gây ra